# Liste der Naturdenkmale in Gödenroth
Die Liste der Naturdenkmale in Gödenroth nennt die im Gemeindegebiet von Gödenroth ausgewiesenen Naturdenkmale (Stand 13. Mai 2024).

## Naturdenkmale
| Nr.         | Bezeichnung | Lage                                | Beschreibung | Bild                                    |
| ----------- | ----------- | ----------------------------------- | ------------ | --------------------------------------- |
| ND-7140-138 | Eiche       | östlich des Ortes an der B 327 Lage | Quercus sp.  | Direkt Bild zu diesem Denkmal hochladen |